# Карен Фогтманн
Карен Фогтманн (Karen Vogtmann; нар. 13 липня 1949, Піттсбург, Каліфорнія) — американська матемакиня, спеціалістка по топології і геометричної теорії груп.
Фелло Американського математичного товариства (2013), докторка філософії (1977), професорка Уорікського і Корнельського університетів (в останньому емерит).
Закінчила Каліфорнійський університет в Берклі (бакалавр, 1971) і там же в 1977 році отримала ступінь докторки філософії. У 1977-78 і 1979 роках запрошена асистентка-професорка Мічиганського університету і в 1978 році також Брандейського університету. У 1979—1986 рр. асистентка-професорка Колумбійського університету. З 1984 року в університеті Корнелл пройшла шлях від запрошеної асистентки-професорки до — з 2015 року по теперішній час іменної професорки-емерита (Goldwin Smith Professor of Mathematics Emeritus): з 1985 року асистентка -з 1987 року асоційована з 1994 року фул-професорка, іменна з 2011 року. Також з 2013 року професорка Уорікського університету.

## Нагороди та відзнаки
- Invited speaker at the International Congress of Mathematicians[en] (2006)
- ICM Noether Lecture[en] (2007)
- European Mathematical Society Lecturer (2010)
- Royal Society Wolfson Research Merit Award[en] (2014)
- Премія Гумбольдта (2014)
- Почесна докторка Копенгагенського університету (2017)
- Поля Prize (LMS)[en] (2018)

## Наукові праці
- Vogtmann, Karen (1981), Spherical posets and homology stability for On,n (PDF), Topology, 20 (2): 119—132, doi:10.1016/0040-9383(81)90032-x, MR 0605652, архів оригіналу (PDF) за 15 лютого 2017, процитовано 29 червня 2019
- Culler, Marc; Vogtmann, Karen (1986), Moduli of graphs and automorphisms of free groups (PDF), Inventiones Mathematicae, 84 (1): 91—119, Bibcode:1986InMat..84...91C, doi:10.1007/BF01388734, MR 0830040, архів оригіналу (PDF) за 12 червня 2007, процитовано 29 червня 2019
- Hatcher, Allen; Vogtmann, Karen (1998), Cerf theory for graphs, Journal of the London Mathematical Society, Series 2, 58 (3): 633—655, doi:10.1112/s0024610798006644, MR 1678155, архів оригіналу за 3 березня 2016, процитовано 29 червня 2019
- Billera, Louis J.; Holmes, Susan P.; Vogtmann, Karen (2001), A Grove of Evolutionary Trees, Advances in Applied Mathematics, 27 (4): 733—767, doi:10.1006/aama.2001.0759, MR 1867931, архів оригіналу за 27 лютого 2012, процитовано 29 червня 2019
- Conant, James; Vogtmann, Karen (2004), Morita classes in the homology of automorphism groups of free groups (PDF), Geometry & Topology, 8: 1471—1499, arXiv:math/0406389, doi:10.2140/gt.2004.8.1471, MR 2119302, архів оригіналу (PDF) за 3 березня 2016, процитовано 29 червня 2019